# Brottslingen som hjälte
Brottslingen som hjälte är en subgenre till deckaren. 
Här får vi följa den ädle tjuven som utmanar och vinner över de trögtänkta poliserna, som i Robin Hood-legenden, Ocean's Eleven-filmen, eller Arsène Lupin-berättelserna. Gemensamt för berättelser i genren är att planeringen och utförandet av brottet ligger i fokus, inte att lösa det. Tjuven eller tjuvarna är dessutom vanligtvis sympatiska karaktärer.
Gunnar Bjurman i sin akademiska avhandling om Edgar Allan Poe gör gällande att skaparen av genren är E.W. Hornung och hans böcker om gentlemannatjuven A.J Raffles.
I verkliga livet representeras genren av brottslingar som blir allmänt omtyckta och populära, som Lasse-Maja eller Bildsköne Bengtsson. 